# ایجاز
ایجاز یعنی تلخیص و پیراستن شعر و نثر از حواشی و زوائد، به طوری که، بیشترین توان بیان در عین داشتن کمترین تعداد کلمات، ابیات و جملات حاصل آید.
فهم مخاطبان از اشعار و متون موجز، درجات مختلفی داشته، از مرتبهٔ ساده شروع می‌شود، و به لایه‌ها و اعماق چندگانه معنایی می‌رسد. تعداد، جهات، و عمق لایه‌های قابل ادراک به آموخته‌ها، تجربیات، حالات، و ذخائر ذهنی شخص بستگی پیدا می‌کند.

## تاریخچه
به اعتقاد محمدتقی بهار، شاعر و پژوهشگر ادبیات، زبان فارسی در دوران باستان و میانه، مبتنی بر ایجاز بود و پادشاهان، دبیران خود را همواره به کوتاه‌نویسی سفارش می‌کردند. ایجاز، یکی از مختصات نُه‌گانه زبان پهلوی است.
در قرنهای سوم، چهارم و پنجم هجری نیز، نثر مرسل متداول است و نویسندگان، ایجاز را رعایت می‌کنند؛ اما از اواخر قرن پنجم و همچنین در قرن ششم هجری، نویسندگان به اطناب متمایل می‌شوند و از جملات بلندتر استفاده می‌کنند. یکی از آثار بارزی که ترویج دهنده اطناب در زبان فارسی است، ترجمه کلیله و دمنه اثر نصراله منشی است که توصیفات، جملات معترضه و کلمات مترادف باعث به درازا کشیدن کلام می‌شود و بعضاً اصل موضوع را تحت تأثیر قرار می‌دهد.
در قرن هفتم هجری، سعدی یکی از نویسندگانی است که با روی آوردن به ایجاز، مسیر ادب فارسی را به سمت خلاصه و موجزگویی سوق می‌دهد؛ چنان‌که ایجاز به عنوان یکی از مشخصه‌های سبکی وی شناخته می‌شود.

## انواع ایجاز

### ایجاز قصر
در ایجاز قصر، رکنی از ارکان جمله حذف نمی‌شود و الفاظ به اندازه‌ای کم می‌شود که نتوان هیچ جزئی از جمله را بدون آسیب‌رسانی به معنی حذف کرد. بعضی تلمیح، استعاره و تشبیه را هم نوعی ایجاز قصر دانسته‌اند. نمونه‌های پایین از گلستان سعدی از این نوع ایجاز هستند:‌
گفت ای برادر حرم در پیش است و حرامی در پس. اگر رفتی بردی  و اگر ماندی مردی.
ده درویش در گلیمی بخسبند و دوپادشه در اقلیمی نگنجند.
هر که با بزرگان ستیزد خون خود بریزد.

کارها به صبر بر آید و مستعجل به سر درآید.

### ایجاز حذف
در ایجاز حذف بعضی از ارکان جمله مانند نهاد، مسند، فعل، مفعول، متمم و غیره به قرینه لفظی و یا معنوی برای اختصار حذف می‌شود. به عنوان مثال در جمله  «تو نیز اگر توانی سر خویش گیر و راه مجانبت پیش [گیر]»، سعدی فعل «گیر» را به قرینه لفظی حذف کرده است.

## حافظ
| الا ای طوطی گویای اسرار          |  | مبادا خالیت شکر ز منقار     |
| سخن سربسته گفتی با حریفان        |  | خدا را زین معما پرده بردار  |
| چه ره بود این‌که زد در پرده مطرب؟ |  | که می‌رقصند باهم مست و هشیار |
| بیا و حال اهل درد بشنو           |  | به لفظ اندک و معنی بسیار    |
|                                  |  | (حافظ)                      |

تعداد کلمات ابیات فوق برای حمل مقصود به ذهن و روان خواننده جز اندکی بیش نیست، و در نگاه ظاهری اول، اغلب آن‌ها جزء کلمات هرروزه و معمولی زبان امروزین فارسی هستند.
ابیاتی که جهت شرح جزئی معانی ضروری می‌نماید:
| بارها گفته‌ام و بار دگر می‌گویم |  | که من دل‌شده این ره نه به خود می‌پویم |
| در پس آینه طوطی‌صفتم داشته‌اند  |  | آنچه استاد ازل گفت بگو، می‌گویم      |
|                               |  | (حافظ)                              |